# Bubbarsbo

Bubbarsbo är ett tidigare hemman med sista brukare Ivar och Dagny Eriksson som övertog gården 1937, nu en by av typen fritidsområde i Hed socken, historiskt Skinnskattebergs bergslag, Skinnskattebergs kommun, Västmanland.
Byn ligger i Skinnskattebergs kommuns södra del, nära gränsen mot Kolsva församling i Köpings kommun. Bubbarsbo ligger på västra sidan av sjön Lillsvan (68 m ö.h.) och består av enfamiljshus, till största delen av fritidstyp.
Avstånd till Skinnskatteberg är cirka 20 kilometer och till Köping cirka 22 kilometer. Heds kyrka ligger cirka 2 kilometer nordväst om Bubbarsbo och till Karmansbo i nordväst är det cirka 4 kilometer.
Länsväg 250 passerar väster om byn. I samma område som länsvägen flyter Hedströmmen samt ligger herrgårdarna Jönsarbo och Bernshammar.
Postadress är 731 15 KOLSVA.